# Osteolaemus tetraspis
El cocodrilo enano (Osteolaemus tetraspis) también llamado cocodrilo enano africano, cocodrilo de hocico ancho o cocodrilo huesudo es una especie de saurópsido crocodilio de la familia Crocodylidae del género Osteolaemus. Es la especie más pequeña de cocodrilo, vive en los ríos y pantanos de los países ribereños del Golfo de Guinea y es una de las cuatro especies de cocodrilos que habitan en África —junto con el cocodrilo del Nilo, el cocodrilo del desierto y el cocodrilo hociquifino africano.

## Descripción
Los cocodrilos enanos alcanzan una longitud adulta media de 1.5 m, aunque la longitud máxima registrada para esta especie es de 1.9 m. Los especímenes adultos pesan típicamente entre 18 y 32 kg, con las hembras más grandes pesan hasta 40 kg y los machos más grandes pesan 80 kg.

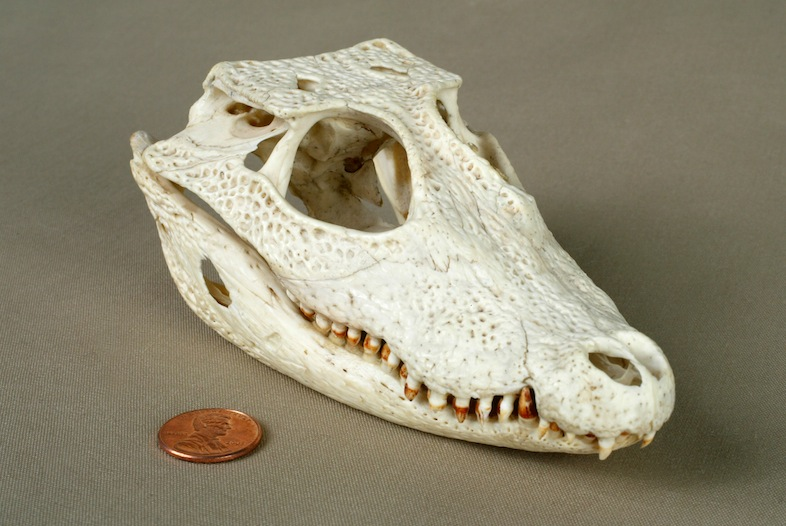
Cráneo de cocodrilo enano (tetraspis Osteolaemus) en la colección permanente del Museo de los Niños de Indianápolis.

Se alimenta de pequeños mamíferos, como roedores, que se acercan al agua donde vive, así como insectos acuáticos y anfibios. Normalmente es solitario y se camufla gracias a la variación de diversos colores grisáceos-verdosos que tiene en su piel.

## Distribución
Está distribuido por todo el oeste de África y costas de Sierra Leona . Rara vez ataca al hombre y los nativos los matan para comérselos y venderlos por su piel de las que se fabrican utensilios como billeteras o bolsos.
Esta especie fue buscada a mediados de la década de 1980 por ciertas marcas de lujo, en particular Lacoste, algunas camisas de polo ahora se pueden vender por varios miles de euros.[cita requerida]